# Desfontainia spinosa
Desfontainia Ruiz & Pav., 1794 là một chi thực vật chỉ chứa 1 loài cây bụi thường xanh với danh pháp Desfontainia spinosa, loài bản địa của Chile, được biết đến trong tiếng Anh dưới tên gọi taique và tiếng Trung như là 离水花 (li thủy hoa = hoa rời nước). Nó được sử dụng trong y học dân gian và như là cây cảnh trong khu vực này. Nó mọc cao tới 2 mét và có tán lá rộng tương đương, có các lá màu xanh lục sẫm và bóng, trông gần giống như lá của nhựa ruồi và các hoa hình ống màu đỏ bóng với phần chóp màu vàng.
Loài này từng được đặt trong họ của chính nó là Desfontainiaceae hay như một phần trong họ Loganiaceae.

## Đặc trưng
Loài này được William Lobb du nhập vào châu Âu năm 1843 để gieo trồng.
Tên gọi của chi này lấy theo tên của nhà thực vật học người Pháp là René Louiche Desfontaines. Nó chịu được lạnh tới -5 °C (-20 °F)

## Hình ảnh

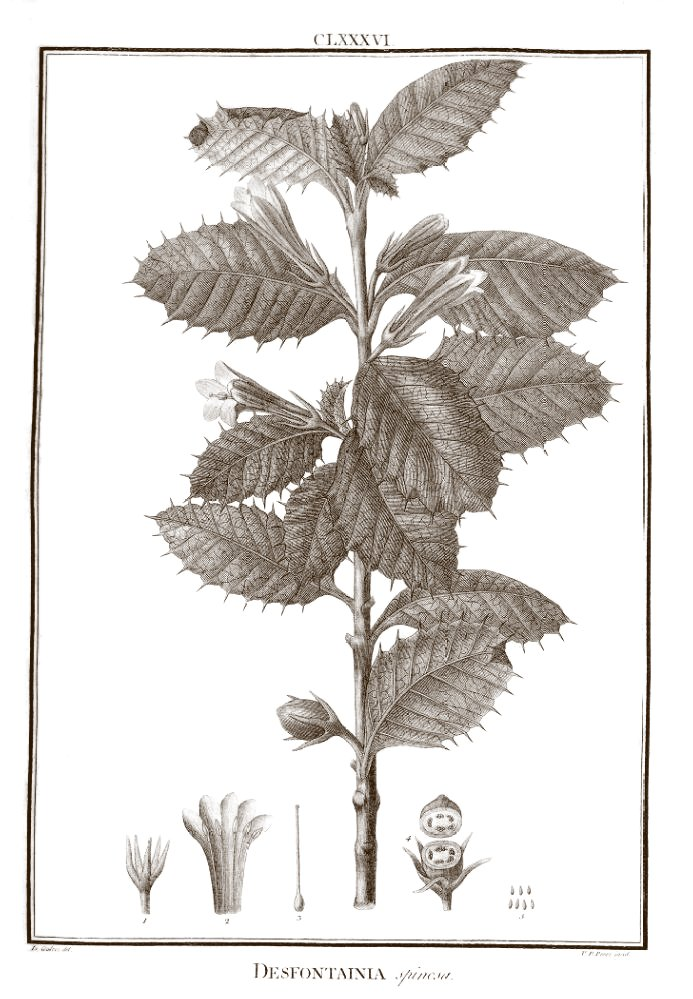